# バーレーンサッカー協会
バーレーンサッカー協会（バーレーンサッカーきょうかい、アラビア語: الاتحاد البحريني لكرة القدم、英語: Bahrain Football Association、略称: BFA）は、バーレーンのサッカー統括団体である。1957年に創設された。1966年にFIFAの会員となり、1969年にAFCの会員になった。